# Chazal
Chazal (en hebreu: חז״ל), és un acrònim de: hachamenu zichrono livracha (en hebreu: חכמינו זכרונם לברכה) (en català: "Els nostres savis, que la seva memòria sigui beneïda"), es refereix a tots els savis jueus des dels temps de la Mixnà, la Tosefta i el Talmud, des dels temps del segon Temple de Jerusalem fins al segle vi de l'era cristiana.

## Eres rabíniques
Els Chazal generalment es divideixen d'acord amb la seva època i l'escriptura principal realitzada en aquella època:
Soferim ("escribes"): Savis d'abans de l'era d'Ezra, l'escriba, fins a l'era dels Zugot, inclosos els homes de la Gran Assemblea. Aquesta era s'estén des del lliurament de la Torà a Moixè Rabeinu a la Muntanya Horeb, en el desert del Sinaí, fins a l'era de la Halacà (la llei jueva), inclosos els temps de Simeó el Just.
Zugot: Eren uns savis de generacions consecutives, que van viure durant un període de 100 anys cap al final de l'era del segon Temple de Jerusalem. (142 BCE - ca. 40 BCE).
Tanaim: Es refereix als savis de la Mixnà, que van viure a la Terra d'Israel fins al 220 dC. A més de la Mixnà, els seus escrits van ser preservats en els Midraixim. Les figures clau entre els Tanaim inclouen a Hilel l'Ancià, el Rabí Akiva ben Iosef i Judà el Príncep.
Amoraim: es refereix als savis del Talmud que van estar actius durant el final de l'era de la Mixnà, i fins als temps de la finalització del Talmud (220 CE - 500 CE). Els savis Amoraim estaven actius en dues nacions, Israel i Babilònia. A més del Talmud de Babilònia i el Talmud de Jerusalem, els seus escrits van ser preservats en midraixim com el Midraix Rabà.
Savoraim: Es refereix als savis de les ieixives (indrets d'estudi de la Torà) de Babilònia, des del final de l'era dels Amoraim (segle v), fins al començament de l'era dels Gueonim (des del final de la segle vi o mitjans del segle vii).

## Autoritat dels Chazal
Fins al final de l'era dels Savoraim, els Chazal tenien l'autoritat per comentar sobre les lleis de la Torà, d'acord amb els estàndards de l'hermenèutica talmúdica, requerida per les lleis de Moixè Rabeinu lliurades en el Sinaí (les lleis no escrites que es creu que es van donar al profeta Moisès en el Sinaí), algunes vegades fins i tot examinaven una paraula o una frase, fora del seu sentit pla i ordinari.
Avui dia en el judaisme ortodox, aquesta autoritat no està delegada en els savis de la generació actual i, per tant, la Torà no pot ser comentada, en els afers relacionats amb la Halacà (la llei jueva), si aquesta contradiu el comentari dels Chazal.
Fins a la meitat de l'era dels Tanaim, quan existia un Sanedrí (un tribunal suprem de la llei jueva), els Chazal també tenien l'autoritat de decretar restriccions, i de promulgar noves regulacions religioses, en qualsevol afer que consideressin oportú, sobre qüestions que no estaven incloses en la Torà escrita, o sobre les lleis rabíniques que no van ser lliurades a Moixè Rabeinu en el Mont Sinaí.

## Lleis rabíniques
Aquestes mitsvot rabíniques ("manaments") inclouen la celebració de les festes de Purim i Hanukkà, les lleis relatives a les Melachot, (les activitats no permeses durant el Sàbat), el rentat ritual de les mans (netilat yadaim) abans de menjar pa, la construcció d'eruvim (perímetre sabàtic), i la institució de l'horari actual dels serveis d'oració diaris: Shacharit (l'oració del matí), Mincha (l'oració de la tarda) i Maariv (l'oració de la tarda).